# Akżajyk Orał
Akżajyk Orał (kaz. Ақжайық Орал Футбол Клубы) – kazachski klub piłkarski z siedzibą w Orale, grający w kazachskiej Byrynszy liga.

## Historia
Chronologia nazw:
- 1968–1992: Uralec Orał (kaz. Уралец Орал)
- 1993–1995: Uralec-ARMA Orał (kaz. Уралец-АРМА Орал)
- 1997: Żangir Orał (kaz. Жангір Орал)
- 1998: Naryn Orał (kaz. Нарын Орал)
- 1999–2003: Batys Orał (kaz. Батыс Орал)
- Od 2004: Akżajyk Orał (kaz. Ақжайық Орал)

W 1968 został założony klub Uralec Orał oraz debiutował w Klasie B, strefie kazachskiej Mistrzostw ZSRR. W 1970 w wyniku reorganizacji systemu lig został zdegradowany do niższej klasy. Zajął 14. miejsce i pożegnał się z rozgrywkami na szczeblu profesjonalnym. Dopiero w 1980 ponownie startował we Wtoroj Lidze, ale po trzech sezonach ponownie spadł do rozgrywek lokalnych. W 1989 po raz trzeci klub startował we Wtoroj Lidze, a w latach 1990-1991 w Wtoroj Niższej Lidze.
W 1992 klub debiutował Wysszej Lidze Kazachstanu. W 1993 zmienił nazwę na Uralec-Arma Orał, ale w następnym roku zajął ostatnie, 16. miejsce i spadł do Birinszi liga. W 1997 klub zmienił nazwę na Żangir Orał, a w następnym roku jako Naryn Orał ponownie startował w Wysszej Lidze, ale nie utrzymał się w niej. Od 1999 klub nazywał się Batys Orał. W 2003 roku kolejny raz startował w Superlidze, a w następnym sezonie jako Akżajyk Orał w trakcie sezonu został zdegradowany przez naruszenia w umowach o pracę. Od 2010 występuje w kazachskiej Priemjer Ligasy.

## Sukcesy
- Wtoraja Liga ZSRR, strefa kazachska: 11. miejsce (1968)
- Priemjer-Liga: 14. miejsce (1998)
- Puchar Kazachstanu: finalsita (2022)